# Communauté de communes de Beine-Bourgogne
La communauté de communes de Beine-Bourgogne (CCBB) est une ancienne intercommunalité de la Marne, dont le siège est situé à Witry-lès-Reims et qui était dénommée jusqu'en 2013 communauté de communes de la Plaine de Bourgogne (CCPB).
Elle a disparu en fusionnant, le 1er janvier 2017, au sein de la communauté urbaine du Grand Reims.

## Historique
La communauté de communes de la Plaine de Bourgogne a été créé par un arrêté préfectoral du 25 novembre 2003,.
Elle s'étend le 31 décembre 2012 aux communes de Beine-Nauroy, Berru et Nogent-l'Abbesse, qui étaient jusqu'alors membres de la communauté de communes du Mont de Berru.
À cette occasion, la communauté de communes de la Plaine de Bourgogne' devient la communauté de communes Beine-Bourgogne.
Dans le cadre des dispositions de la loi portant nouvelle organisation territoriale de la République (Loi NOTRe), qui prescrit d'accroître la taille des intercommunalités, la CCBP envisage une fusion avec la communauté de communes de la Vallée de la Suippe et/ou Reims Métropole.
Le schéma départemental de coopération intercommunale du 30 mars 2016  prévoit le regroupement de 144 communes dans une communauté urbaine centrée sur Reims, qui compterait 298 046 habitants, faisant de cette intercommunalité la deuxième de la nouvelle région Grand Est, derrière celle de Strasbourg.
En exécution de ce schéma, la communauté de communes Beine-Bourgogne fusionne avec ses voisines, formant le 1er janvier 2017. la communauté urbaine du Grand Reims

## Territoire communautaire

### Composition
En 2016, l'intercommunalité comprenait les 9 communes suivantes : 
| Nom                     | Code Insee | Gentilé      | Superficie (km2) | Population (dernière pop. légale) | Densité (hab./km2) |
| ----------------------- | ---------- | ------------ | ---------------- | --------------------------------- | ------------------ |
| Witry-lès-Reims (siège) | 51662      | Witryats     | 16,49            | 4 958 (2022)                      | 301                |
| Beine-Nauroy            | 51046      | Benais       | 42,68            | 987 (2022)                        | 23                 |
| Berru                   | 51052      | Berruyats    | 13,65            | 618 (2022)                        | 45                 |
| Bourgogne               | 51075      | Bourguignons | 14,38            | 968 (2014)                        | 67                 |
| Caurel                  | 51101      | Caurellois   | 9,79             | 696 (2022)                        | 71                 |
| Fresne-lès-Reims        | 51261      |              | 12,46            | 425 (2014)                        | 34                 |
| Lavannes                | 51318      | Lavannois    | 17,77            | 573 (2022)                        | 32                 |
| Nogent-l'Abbesse        | 51403      | Nogentais    | 10,16            | 540 (2022)                        | 53                 |
| Pomacle                 | 51439      | Pomacains    | 11,19            | 530 (2022)                        | 47                 |

### Démographie
| 1968  | 1975  | 1982  | 1990  | 1999  | 2009  | 2014   |
| ----- | ----- | ----- | ----- | ----- | ----- | ------ |
| 4 261 | 4 831 | 8 169 | 8 805 | 9 013 | 9 899 | 10 123 |

## Administration

### Siège
Le siège de la communauté de communes se trouvait à la mairie de Witry-lès-Reims.

### Élus
La Communauté d'agglomération était administrée par son Conseil communautaire, composé 25 conseillers communautaires, qui étaient des conseillers municipaux  représentant chaque commune membre répartis à raison de : 
- sept pour Witry-lès-Reims,
- trois pour Beine-Nauroy et Bourgogne
- deux pour les autres communes[4]

À la suite des élections municipales de 2014, le conseil communautaire a réélu son président, Yves Détraigne, sénateur-maire (UDI) de Witry, et ses six vice-présidents, qui étaient : 
1. Éric Kariger, maire de Fresne-Lès-Reims, chargé de la communication ;
2. Daniel Chartier, maire de Lavannes, chargé du développement économique ;
3. Guillaume Michaux, premier maire-adjoint de Beine-Nauroy, chargé des affaires scolaires-périscolaires ;
4. Jean-Paul Lemoine, maire de Bourgogne,  chargé de la voirie et des bâtiments ;
5. Guy Mouchel, maire de Nogent-l'Abbessechargé de l'environnement (eau/assainissement) ;
6. Françoise Casanova, première maire-adjointe de Witry-les-Reims, chargée de la petite enfance.

### Liste des présidents
| Période                                  | Période       | Identité       | Étiquette | Qualité                                                               |
| ---------------------------------------- | ------------- | -------------- | --------- | --------------------------------------------------------------------- |
| Les données manquantes sont à compléter. |               |                |           |                                                                       |
| janvier 2005                             | décembre 2016 | Yves Détraigne | UDI       | Maire de Witry-lès-Reims (1989 → 2017) Sénateur de la Marne (2001 → ) |

### Compétences
L'intercommunalité exerçait les compétences qui lui avaient été transférées par les communes membres, dans les conditions fixées par le code général des collectivités territoriales. Il s'agissait notamment de : 
- L'aménagement de l'espace communautaire ;
- Le développement économique ;
- la protection et la mise en valeur de l’environnement (notamment gestion des déchets) ;
- l’aménagement et l’entretien des voiries d’intérêt communautaire ;
- la construction, l’entretien et le fonctionnement d’équipements scolaires, périscolaires, d’accueil de la petite enfance, culturels et socioculturels d’intérêt communautaire ;
- l’eau potable ;
- l’assainissement.

### Régime fiscal et budget
La Communauté de communes était  un établissement public de coopération intercommunale à fiscalité propre.
Pour l'exercice de ses compétences, l'intercommunalité percevait la fiscalité professionnelle unique (ancienne taxe professionnelle unique), ce qui assurait une péréquation entre les communes d'habitat et celles où se trouvent des entreprises.